# 조던 보트로버츠
조던 보트로버츠(영어: Jordan Vogt-Roberts, 1984년 9월 22일 ~ )는 미국의 영화 감독, 각본가이다. 첫 장편영화 데뷔작은 《킹 오브 썸머》로 선댄스 영화제에 상영되어 우수한 평가를 이끌어냈다. 그리고 2017년 3월 개봉된 새로운 킹콩 영화 《콩: 해골섬》의 감독을 맡았다.
미시간주 로열오크의 유대인 가정에서 태어나 디트로이트에서 성장했다.